# Daniel Bazán Vera
Eduardo Daniel Bazán Vera (Corrientes, Argentina; 5 de mayo de 1973) es un exfutbolista y actual director técnico argentino. Jugaba como delantero y su primer equipo fue Almirante Brown. Su último club antes de retirarse fue Tristán Suárez, donde además inició su carrera como entrenador. Actualmente se desempeña como director técnico de Almirante Brown.

## Biografía
Daniel Bazán Vera nació en Corrientes como el noveno de once hermanos, por eso terminó jugando de 9 (causalidades de la vida), sus padres se mudaron a Buenos Aires para trabajar y traían de a uno a los hijos. Empezó a jugar a los 16 años, en un equipo que sus amigos tenían en Villa Palito; Comenzó jugando de cuatro y luego lo pondrían de 9. De allí fue a una prueba en Almirante Brown y quedó.

## Récord
Es el dueño del récord de 36 goles en una temporada de la Primera B Nacional jugando para Almirante Brown, club donde tuvo cuatro etapas como futbolista y una como mánager. Es el máximo goleador de la historia del Mirasol y también de Tristán Suárez.

## Actualidad
Fue mánager por un corto período de Almirante Brown, dejó dicho cargo tras una pelea con Felipe De la Riva, técnico del equipo.
Bazán Vera tiene su propio museo, el mismo fue ideado y concretado por su hermano y representante, Oscar Bazán Vera. Dicho museo cuenta con camisetas, souvenires, recortes, trofeos.
Desde fines de abril de 2024 se desarrolla como director técnico de Almirante Brown en reemplazo de Rodrigo Sebastián Alonso.

## Cine
El goleador es uno de los protagonistas del largometraje documental El otro fútbol, estrenado en cines en agosto de 2012. En el film se pueden ver momentos únicos de Bazán Vera el día del ascenso de Almirante Brown en su propio estadio. 

## Clubes

### Como jugador
| Club                     | País      | Año       |
| ------------------------ | --------- | --------- |
| Almirante Brown          | Argentina | 1993-1995 |
| Germinal de Rawson       | Argentina | 1995-1996 |
| Olimpo de Bahía Blanca   | Argentina | 1996-1997 |
| Defensa y Justicia       | Argentina | 1997      |
| Santiago Morning         | Chile     | 1998      |
| Temperley                | Argentina | 1998-1999 |
| Olimpo de Bahía Blanca   | Argentina | 1999-2000 |
| Almirante Brown          | Argentina | 2000-2001 |
| Atlanta                  | Argentina | 2001      |
| FC Inter Turku           | Finlandia | 2002-2003 |
| Almirante Brown          | Argentina | 2004      |
| Unión de Santa Fe        | Argentina | 2004-2006 |
| Tristán Suárez           | Argentina | 2006-2007 |
| Almagro                  | Argentina | 2007      |
| Atlético Rafaela         | Argentina | 2008      |
| Temperley                | Argentina | 2008-2009 |
| Almirante Brown          | Argentina | 2009-2011 |
| Gimnasia y Tiro de Salta | Argentina | 2011      |
| Tristán Suárez           | Argentina | 2012-2013 |

### Como entrenador
| Club                 | País                 | Año                  | PJ  | PG | PE | PP | GF  | GC  | DG  | EF%    |
| -------------------- | -------------------- | -------------------- | --- | -- | -- | -- | --- | --- | --- | ------ |
| Tristán Suárez       | Argentina            | 2016-2019            | 113 | 38 | 35 | 40 | 126 | 136 | -10 | 43.95% |
| Almirante Brown      | Argentina            | 2024                 | 25  | 7  | 8  | 10 | 20  | 24  | -4  | 38.67% |
| Total en sus equipos | Total en sus equipos | Total en sus equipos | 138 | 45 | 43 | 50 | 146 | 160 | -14 | 43%    |

## Palmarés

### Campeonatos nacionales
| Título                  | Club            | País      | Año  |
| ----------------------- | --------------- | --------- | ---- |
| Primera B Metropolitana | Almirante Brown | Argentina | 2010 |

### Otros logros
| Título                  | Club      | País      | Año  |
| ----------------------- | --------- | --------- | ---- |
| Ascenso a la B Nacional | Temperley | Argentina | 1999 |

### Distinciones individuales
| Distinción                                     | Año     |
| ---------------------------------------------- | ------- |
| Máximo goleador del Torneo Apertura (15 goles) | 2005    |
| Máximo goleador de la Copa Argentina (5 goles) | 2012/13 |